# Таш'ялуд
Таш'ялу́д (рос. Ташьялуд) — колишнє село в Ярському районі Удмуртії, Росія.
Населення — 11 осіб (1961).
7 травня 2005 року в селі встановлено пам'ятник колишнім жителям та учасникам ВВВ, що не дожили до 60-річчя Перемоги.